# Coppa del Generalissimo 1960-1961
La Copa del Generalísimo 1960-1961 fu la 57ª edizione della Coppa di Spagna. Il torneo iniziò il 12 ottobre 1960 e si concluse il 2 luglio 1961. La finale si disputò allo Stadio Santiago Bernabéu di Madrid dove l'Atlético Madrid vinse la sua seconda Coppa di Spagna. Per la prima volta questa competizione valse alla vincitrice la qualificazione in Coppa delle Coppe.

## Formula
In questa edizione presero parte tutte le squadre di Primera División e di Segunda División che si sfidarono in scontri ad eliminazione diretta. Le sedici squadre di Primera División furono qualificate direttamente per i sedicesimi.

## Squadre partecipanti

### Primera División

#### 16 squadre
- Athletic Bilbao
- Atlético Madrid
- Barcellona
- Real Betis
- Elche
- Espanyol

- Granada
- Maiorca
- Racing Santander
- Real Madrid
- Real Oviedo

- Real Saragozza
- Real Sociedad
- Siviglia
- Valencia
- Real Valladolid

### Segunda División

#### 32 squadre
- Barakaldo
- Baskonia
- Cadice
- Castellón
- Celta Vigo
- Ceuta Sport
- CD Condal
- Córdoba

- Deportivo La Coruña
- Extremadura
- Hércules
- Indautxu
- Las Palmas
- Leonesa
- Levante
- Malaga

- Valencia Mestalla
- Osasuna
- Ourense
- Plus Ultra
- Pontevedra
- Rayo Vallecano
- Real Jaén
- Real Murcia

- Sabadell
- San Fernando
- San Sebastián
- Salamanca UDS
- Sestao Sport
- Sporting Gijón
- Tenerife
- Terrassa

## Primo turno
|                     | Risultato |                | Andata | Ritorno | Spareggio     |  |
| ------------------- | --------- | -------------- | ------ | ------- | ------------- |  |
| Córdoba             | 12 - 6    | San Sebastián  | 9 - 3  | 3 - 3   |               |  |
| Deportivo La Coruña | 6 - 4     | Levante        | 4 - 1  | 2 - 3   |               |  |
| Extremadura         | 2 - 11    | Osasuna        | 2 - 0  | 0 - 11  |               |  |
| Sporting Gijón      | 4 - 4     | Cadice         | 4 - 2  | 0 - 2   | 1 - 1 / 3 - 2 |  |
| Castellón           | 4 - 4     | Pontevedra     | 3 - 0  | 1 - 4   | 3 - 2         |  |
| Malaga              | 1 - 2     | Barakaldo      | 1 - 0  | 0 - 2   |               |  |
| Valencia Mestalla   | 4 - 3     | Leonesa        | 2 - 1  | 2 - 2   |               |  |
| Celta Vigo          | 6 - 2     | Ceuta Sport    | 4 - 0  | 2 - 2   |               |  |
| Hércules            | 0 - 3     | Baskonia       | 4 - 0  | 0 - 4   | 3 - 2         |  |
| Salamanca UDS       | 1 - 3     | Tenerife       | 1 - 1  | 0 - 2   |               |  |
| San Fernando        | 3 - 0     | Terrassa       | 3 - 0  | 0 - 0   |               |  |
| Real Jaén           | 1 - 3     | CD Condal      | 1 - 1  | 0 - 2   |               |  |
| Sabadell            | 1 - 2     | Real Murcia    | 1 - 0  | 0 - 2   |               |  |
| Plus Ultra          | 1 - 2     | Ourense        | 1 - 1  | 0 - 1   |               |  |
| Sestao Sport        | 5 - 5     | Rayo Vallecano | 2 - 2  | 3 - 3   | 1 - 1 / 0 - 2 |  |
| Indautxu            | 1 - 5     | Las Palmas     | 1 - 3  | 0 - 2   |               |  |

## Sedicesimi di finale
|                 | Risultato |                     | Andata | Ritorno | Spareggio |  |
| --------------- | --------- | ------------------- | ------ | ------- | --------- |  |
| Córdoba         | 4 - 4     | Racing Santander    | 3 - 0  | 1 - 4   | 1 - 2     |  |
| Maiorca         | 2 - 1     | Sestao Sport        | 1 - 0  | 1 - 1   |           |  |
| Barakaldo       | 1 - 6     | Real Oviedo         | 0 - 0  | 1 - 6   |           |  |
| Real Betis      | 3 - 1     | Real Murcia         | 1 - 0  | 2 - 1   |           |  |
| Barcellona      | 11 - 3    | Sporting Gijón      | 7 - 1  | 4 - 2   |           |  |
| Granada         | 2 - 5     | Las Palmas          | 2 - 0  | 0 - 5   |           |  |
| Real Sociedad   | 5 - 3     | Celta Vigo          | 4 - 1  | 1 - 2   |           |  |
| San Fernando    | 0 - 1     | Espanyol            | 0 - 0  | 0 - 1   |           |  |
| Hércules        | 0 - 11    | Real Madrid         | 0 - 5  | 0 - 6   |           |  |
| CD Condal       | 2 - 11    | Siviglia            | 2 - 3  | 0 - 8   |           |  |
| Atlético Madrid | 3 - 0     | Valencia Mestalla   | 2 - 0  | 1 - 0   |           |  |
| Osasuna         | 1 - 2     | Athletic Bilbao     | 1 - 0  | 0 - 2   |           |  |
| Tenerife        | 3 - 1     | Elche               | 3 - 0  | 0 - 1   |           |  |
| Real Valladolid | 5 - 1     | Ourense             | 5 - 0  | 0 - 1   |           |  |
| Real Saragozza  | 8 - 4     | Deportivo La Coruña | 5 - 1  | 3 - 3   |           |  |
| Valencia        | 1 - 1     | Castellón           | 1 - 1  | 0 - 0   | 5 - 0     |  |

## Ottavi di finale
|                  | Risultato |                 | Andata | Ritorno | Spareggio |  |
| ---------------- | --------- | --------------- | ------ | ------- | --------- |  |
| Barcellona       | 3 - 5     | Espanyol        | 2 - 3  | 1 - 2   |           |  |
| Real Betis       | 4 - 1     | Real Oviedo     | 3 - 1  | 1 - 0   |           |  |
| Athletic Bilbao  | 5 - 2     | Real Sociedad   | 3 - 1  | 2 - 1   |           |  |
| Atlético Madrid  | 2 - 2     | Valencia        | 2 - 0  | 0 - 2   | 3 - 0     |  |
| Racing Santander | 1 - 4     | Real Madrid     | 1 - 1  | 0 - 3   |           |  |
| Real Saragozza   | 4 - 4     | Tenerife        | 1 - 0  | 0 - 1   | 0 - 1     |  |
| Las Palmas       | 4 - 4     | Real Valladolid | 4 - 2  | 0 - 2   | 1 - 2     |  |
| Maiorca          | 3 - 4     | Siviglia        | 2 - 0  | 1 - 4   |           |  |

## Quarti di finale
|                 | Risultato |             | Andata | Ritorno |  |
| --------------- | --------- | ----------- | ------ | ------- |  |
| Atlético Madrid | 3 - 1     | Tenerife    | 2 - 0  | 1 - 1   |  |
| Real Valladolid | 3 - 2     | Siviglia    | 3 - 1  | 0 - 1   |  |
| Real Betis      | 7 - 1     | Espanyol    | 5 - 1  | 2 - 0   |  |
| Athletic Bilbao | 0 - 5     | Real Madrid | 0 - 2  | 0 - 3   |  |

## Semifinali
|                 | Risultato |                 | Andata | Ritorno |  |
| --------------- | --------- | --------------- | ------ | ------- |  |
| Real Madrid     | 8 - 5     | Real Betis      | 7 - 1  | 1 - 4   |  |
| Real Valladolid | 3 - 4     | Atlético Madrid | 3 - 1  | 0 - 3   |  |

## Finale
| Arbitro: | Vicente Lloris |

|                             |           |                          |
| Peiró 20’, 46’ Mendonça 69’ | Marcatori | 9’ Puskas 82’ Di Stefano |

### Formazioni
| Atlético Madrid |    |                        |  |  |
|                 |    |                        |  |  |
|                 | 1  | Edgardo Madinabeytia   |  |  |
|                 | 2  | Feliciano Rivilla      |  |  |
|                 | 3  | Jorge Griffa           |  |  |
|                 | 4  | Isacio Calleja         |  |  |
|                 | 5  | Ramiro                 |  |  |
|                 | 6  | Alberto Callejo        |  |  |
|                 | 7  | Miguel Jones           |  |  |
|                 | 8  | Adelardo               |  |  |
|                 | 9  | Jorge Alberto Mendonça |  |  |
|                 | 10 | Joaquín Peiró          |  |  |
|                 | 11 | Enrique Collar (c)     |  |  |
| Allenatore:     |    |                        |  |  |
| José Villalonga |    |                        |  |  |

| Real Madrid  |    |                     |  |  |
|              |    |                     |  |  |
|              | 1  | José Vicente Train  |  |  |
|              | 2  | Marquitos           |  |  |
|              | 3  | José Santamaría     |  |  |
|              | 4  | Pedro Casado        |  |  |
|              | 5  | José María Vidal    |  |  |
|              | 6  | Pachín              |  |  |
|              | 7  | Enrique Mateos      |  |  |
|              | 8  | Luis Del Sol        |  |  |
|              | 9  | Alfredo Di Stéfano  |  |  |
|              | 10 | Ferenc Puskás       |  |  |
|              | 11 | Francisco Gento (c) |  |  |
| Allenatore:  |    |                     |  |  |
| Miguel Muñoz |    |                     |  |  |